# 鑽石冰室
鑽石冰室是1962年在香港彩虹邨開辦的冰室。店內出售三明治、通粉、奶茶等食物飲品。除此之外，它亦在2005年左右為開拓學生客源，而開始提供燴意粉和碟頭飯。它初時由黃先生和數名朋友合力開辦，到了1980年代，其他股東放棄該冰室的股權，只餘下黃先生和他的朋友繼續持有。到了2012年左右，他們兩個因考慮到自身年紀和彩虹邨人口老化，故決定退休，把店鋪交由其他人接手。6月成功轉手到陳姓男子手中。

## 歷史
1962年，黃先生和數名朋友合力開辦鑽石冰室。該冰室的名稱由他們相討後決定。但黃先生表示自己已不記得名稱從何而來。彩虹邨落成後搬入邨內的居民不少原居於鑽石山，鑽石冰室可能因此而得名。到了1980年代，其他股東放棄該冰室的股權，只餘下黃先生和他的朋友繼續持有。到了2012年左右，他們兩個因考慮到自身年紀和彩虹邨人口老化，故決定退休，把店鋪交由其他人接手。6月成功轉手到陳姓男子手中。他在當時表示會盡量保留「冰室的懷舊風格」，原本的侍應則視他們的意向再決定會否繼續聘用。

## 營運
鑽石冰室位於九龍彩虹邨金漢樓37號，店內出售三明治、通粉、奶茶等食物飲品。除此之外，它亦在2005年左右為開拓學生客源，而開始提供燴意粉和碟頭飯。鑽石冰室整體設計具傳統冰室風格，內部桌椅以鐵腳作支撐，並裝有空調。水吧掛有店舖的英文名稱招牌。

## 迴響
2008年，《飲食男女》形容讚揚鑽石冰室奶茶為「幼滑甘香」。《再會舊冰室》著者梁廣福形容其於水吧掛着的英文名稱招牌「有架勢」，並指它能讓人在夏天時進去涼快一下。《漫遊九龍屋邨》著者爾東提道，鑽石冰室在過往由於接近來回清水灣的小巴站，所以當時吸引了從清水灣乘坐小巴回來的客人。